# Retrofit
Unter Retrofit (engl. für nachrüsten, umrüsten, Nachrüstung) wird die Modernisierung oder der Ausbau bestehender (meist älterer und nicht mehr produzierter) Anlagen und Betriebsmittel verstanden. In Deutschland ist in der Automobilindustrie teilweise auch der Begriff „Aktionierung“ geläufig. Im Bereich der Softwareentwicklung stellen Backports eine ähnliche Strategie dar.

## Ziele
- Verlängerung der Lebensdauer
- Steigerung des Produktionsvolumens oder der Produktqualität
- Höhere Effizienz der Anlage z. B. durch Energieeinsparung[1]
- Erfüllung gesetzlicher Vorgaben (zum Beispiel Emissionssenkung, Arbeitssicherheit)
- Sicherstellen der Ersatzteilversorgung
- Schaffung der Möglichkeit, alte Maschinen in moderne IT-Umgebung einzubetten (Industrie 4.0)
- Denkmalschutz

## Gründe
Für bestehende Anlagen kann ein Retrofit sinnvoller als ein Ersatz durch Neubau sein. Durch den Austausch von veralteten Komponenten und das Hinzufügen von neuen, zeitgemäßen technologischen Weiterentwicklungen werden bestehende Anlagen wieder auf den neuesten Stand gebracht. Der Vorteil für den Anlagenbetreiber liegt in der Modernisierung der Anlage und der damit in Verbindung stehenden Erhöhung der Produktivität bei deutlich geringeren Kosten im Verhältnis zur Neuanschaffung einer entsprechenden Anlage. Die stabile Grundsubstanz der Maschine bleibt erhalten und bei großen Maschinen entfallen die hohen Ersatzinvestitionen für die Fundamentherstellung. Auch vorhandener Bestandsschutz für eine Anlage, die vermutlich keine Neugenehmigung mehr erhalten würde, kann durch ein Retrofit bewahrt werden.

## Maßnahmen
- Ersatz von Baugruppen, für die keine Ersatzteile mehr lieferbar sind
- Nachrüstung von Automatisierungstechnik, z. B. Speicherprogrammierbare Steuerungen
- Anpassungen zur Einbindung der Maschine/Teilanlage in Produktionsanlagen, z. B. Anbau von Förderelementen
- Ersatz von Werkstoffen durch verschleißfestere Materialien, zum Beispiel nichtrostenden Stahl
- Einsatz von Frequenzumrichtern bei elektrischen Antrieben zur Effizienzsteigerung, z. B. Einsparung von Energie
- Einbau von Sensoren und Digitalisierung zur Realisierung von Industrie 4.0 (digitaler Retrofit)[2]

## Vorteile eines Retrofits
- Geringere Investitionskosten als bei Installation einer neuen Maschine/Anlage
- Keine neuen Fundamentkosten
- Gealtertes stabiles Maschinenbett kann übernommen werden
- Weniger Personalschulungsaufwand, da Maschine größtenteils bekannt ist
- Kein neues, und damit langwieriges, Genehmigungsverfahren
- Weitere Zeitersparnis durch nur teilweise Erneuerung

## Umsetzung eines Retrofits
Im Mittelpunkt des Retrofits steht die Analyse der Maschinen und Anlagen, die einem Retrofit unterzogen werden sollen, sowie die Analyse der Prozessdaten. Die Umsetzung des Retrofits beginnt somit mit der Erhebung von relevanten Daten aus Maschinen- oder Anlagenprozessen.
Dafür müssen:
1. Die zu messenden Daten festgelegt werden.
2. Die für die Messung geeigneten Sensoren sowie notwendige Hard- und Software ausgewählt werden. Dabei müssen die Umgebungsgegebenheiten berücksichtigt werden, in denen die Sensoren zur Anwendung kommen sollen und die Schnittstellen der einzelnen Hardwarekomponenten berücksichtigt werden.
3. Applikation der Sensoren an der Anlage oder Maschine
4. Einrichtung einer Kommunikationsschnittstelle, die die Daten sammelt und Anbindung der installierten Sensoren in das Kommunikationssystem, um die Daten für die Auswertung bereitzustellen.
5. Auswertungs- und Visualisierungsfunktionen erstellt werden. Die gesammelten Daten müssen bspw. mittels Auswertungsalgorithmen analysiert werden, um eine digitale Integration in die Produktionsabläufe zu ermöglichen.

Als konkrete Instrumente stehen zum Beispiel OLAP im Bereich Fertigungsverfahren, bei dem Prozessdaten in einer Datenbank zusammengetragen werden, oder Mixed-Reality-Brillen im Bereich Industrie 4.0, die in einer 3-D-Projektion eine Interaktion mit der entsprechenden Anlage ermöglichen, zur Verfügung.

## Anbieter
Zum Teil wird Retrofit durch die Maschinenhersteller als Teil des After Sales Service angeboten, zum Teil aber auch durch spezialisierte Servicebetriebe und Gebrauchtmaschinen-Händler.
Während der Vorteil der Servicebetriebe in einer größeren Flexibilität liegt, kann bei den Maschinenherstellern eine längere Erfahrung mit den jeweiligen Maschinen sowie eine bessere Kenntnis des Original-Lieferzustandes angenommen werden.

## Beispiele
- Frachtschiffe werden mit Schweröl betrieben, dessen Preis ab 2000 auf ein Mehrfaches stieg. Seitdem praktizieren viele Frachtschiffe Slow steaming, um Kraftstoff zu sparen. Die Maschinen der meisten Schiffe laufen bei Langsamfahrt in einem suboptimalen Betriebsbereich. Es kann daher lohnen, im Rahmen eines Retrofits einen kleineren Motor (weniger Hubraum, weniger Leistung) einzubauen oder eine Zylinderabschaltung nachzurüsten, wenn das Schiff noch eine relativ lange Betriebszeit vor sich hat.[5][6][7][8][9]

- Bei elektrischen Leuchtmitteln spricht man von Retrofit, wenn Leuchten mit Sockeln für herkömmliche Leuchtmittel durch passende Ersatz-Leuchtmittel mit energiesparender Technologie ersetzt werden.[10] Im engeren Sinne wird die Bezeichnung retrofit für LED-Lampen mit Filamenten verwendet, weil diese nach derzeitigem Stand der Technik die größte Ähnlichkeit zu herkömmlichen Glühlampen aufweisen.[11]